# ユタ映画批評家協会賞 (2021年)
20th UFCA Awards

作品賞: 

『 パワー・オブ・ザ・ドッグ 』
第20回ユタ映画批評家協会賞（だい20かいユタえいがひひょうかきょうかいしょう）は2021年の映画を対象としており、2021年12月18日に受賞者が発表された。

## 受賞一覧

### 作品賞
- 受賞 - 『パワー・オブ・ザ・ドッグ』
  - 次点 - 『コーダ あいのうた』

### 監督賞
- 受賞 - ジェーン・カンピオン - 『パワー・オブ・ザ・ドッグ』
  - 次点 - スティーブン・スピルバーグ - 『ウエスト・サイド・ストーリー』

### 主演男優賞
- 受賞 - ニコラス・ケイジ - 『PIG/ピッグ』
  - 次点 - アンドリュー・ガーフィールド - 『Tick, tick... BOOM! : チック、チック…ブーン!』

### 主演女優賞
- 受賞 - エミリア・ジョーンズ - 『コーダ あいのうた』
  - 次点 - オリヴィア・コールマン - 『ロスト・ドーター』

### 助演男優賞
- 受賞 - コディ・スミット＝マクフィー - 『パワー・オブ・ザ・ドッグ』
  - 次点 - トロイ・コッツァー - 『コーダ あいのうた』

### 助演女優賞
- 受賞 - アン・ダウド - 『対峙』
  - 次点 - アリアナ・デボーズ - 『ウエスト・サイド・ストーリー』

### ヴィンス/マーティン賞
- 受賞 - トニー・レオン - 『シャン・チー/テン・リングスの伝説』
  - 次点 - デーヴ・パテール - 『グリーン・ナイト』

### オリジナル脚本賞
- 受賞 - マイク・リアンダ、ジェフ・ロウ - 『シカゴ7裁判』
  - 次点 - フラン・クランツ - 『対峙』

### 脚色賞
- 受賞 - シアン・ヘダー - 『コーダ あいのうた』
  - 次点 - マギー・ギレンホール - 『ロスト・ドーター』

### 撮影賞
- 受賞 - アンドリュー・ドロス・パレルモ - 『グリーン・ナイト』
  - 次点 - ブリュノ・デルボネル - 『マクベス』

### 作曲賞
- 受賞 - ジョニー・グリーンウッド - 『パワー・オブ・ザ・ドッグ』
  - 次点 - ボー・バーナム - 『ボー・バーナムの明けても暮れても巣ごもり』

### 編集賞
- 受賞 - セーラ・ブロシャー、マイケル・カーン - 『ウエスト・サイド・ストーリー』
  - 次点 - レジナルド・ジェインズ、ルシアン・ジョンソン  - 『マクベス』
  - 次点 - マイロン・カースタイン、アンドリュー・ワイスブラム - 『Tick, tick... BOOM! : チック、チック…ブーン!』

### アニメーション映画賞
- 受賞 - 『Flee』
  - 次点 - 『ミッチェル家とマシンの反乱』

### 外国語映画賞
- 受賞 ― 『Flee』 アメリカ合衆国、 デンマーク、 フィンランド、 ノルウェー、 スウェーデン、 スペイン、 フランス、 イタリア、 エストニア、 スロベニア
  - 次点 - 『قهرمان』 イラン

### ドキュメンタリー映画賞
- 受賞 ― 『The First Wave』
  - 次点 - 『Flee』